# Чорнолісьє
Чорнолі́сьє (рос. Чёрнолесье) — село у складі Хабаровського району Хабаровського краю, Росія. Входить до складу Малишевського сільського поселення.

## Населення
Населення — 6 осіб (2010; 18 у 2002).
Національний склад (станом на 2002 рік):
- росіяни — 78 %